# Smiths Grove
Smiths Grove è un comune degli Stati Uniti d'America, situato nello Stato del Kentucky, nella contea di Warren.